# Адский небоскрёб
«Адский небоскрёб» (фр. La Tour Montparnasse infernale) — комедия, снятая на фоне Tour Montparnasse, одного из самых престижных современных памятников Парижа. Пародия на американские хиты: «Ад в поднебесье», «Крепкий орешек», «Тупой и ещё тупее», «Матрица», «Скорость» и «Игра смерти» Брюса Ли.
Имеет статус «культового фильма» во Франции.

## Сюжет
Летним вечером, вися на уровне 52-го этажа, Эрик и Рамзи, два мойщика окон, как обычно, бездельничали. Пока Рамзи пил энергетический напиток, который должен был дать ему физическую силу, о которой он мечтал, Эрик пристально разглядывал сквозь стекло прекрасную Стефани Лансеваль, в которую был безумно влюблён.
Внутри Стефани ждала своего дядю, влиятельного главу «Лансеваль Груп», и его сыновей, главных акционеров, по случаю созыва позднего собрания Совета директоров, которое впоследствии пройдёт довольно необычно.
Совершенно случайно Эрик и Рамзи оказываются свидетелями захвата здания группой террористов. Незадачливые герои решают во что бы то ни стало спасти бедную девушку. Но друзьям даже не приходит в голову, что именно она и возглавляет террористическую банду…

## В ролях
| Актёр                      | Роль                         |
| -------------------------- | ---------------------------- |
| Эрик Жюдор                 | Эрик                         |
| Рамзи Бедиа                | Рамзи                        |
| Марина Фоис                | Стефани «Марижель» Лансеваль |
| Серж Рябукин               | Мишель Виньо                 |
| Мишель Путерфлам           | Лансеваль                    |
| Бо Готье де Кермоль        | Мин                          |
| Пьер Семмлер               | Ханс                         |
| Эдгар Живри                | Грег                         |
| Жорж Трилла                | Петер                        |
| Брюс Джонсон               | Крис                         |
| Лоранс Поле-Виллар         | Сильви                       |
| Пьер-Франсуа Мартен-Лаваль | Жан-Луи                      |
| Омар Си                    | таксист                      |